# Puchar Miast Targowych (1964/1965)
VII Puchar Miast Targowych 1964/1965

(ang. Inter-Cities Fairs Cup)

## 1/32 finału
| Ferencvárosi TC – Spartak Brno 2:0 i 0:1 1 09.09 1964 1:0 Zoltan Varga 10, 2:0 Florian Albert 20 2 16.09 1964 0:1 Jaroslav Vojta 24 |
| Wiener SC – SC Lipsk 2:1 i 1:0 1 02.09 1964 1:0 Johann Hörmayer 46, 1:1 Jürgen Naumann 60, 2:1 Adolf Knoll 86 2 09.09 1964 1:0 Wolfgang Gayer 53 |
| Aris FC – AS Roma 0:0 i 0:3 1 16.09 1964 2 30.09 1964 0:1 Giuseppe Tamborini 58, 0:2 Karl-Heinz Schnellinger 69, 0:3 Lamberto Leonardi 71 |
| NK Zagreb – Grazer AK 3:2 i 6:0 1 24.09 1964 1:0 Zlatko Dračić 35, 2:0 Stanko Bubanj 51, 2:1 Wilhelm Sgerm 53, 3:1 Stanko Bubanj 62, 3:2 Günther Iberer 84 2 07.10 1964 1:0 Stanko Bubanj 30, 2:0 Stanko Bubanj 32, 3:0 Zlatko Dračić 54, 4:0 Zlatko Dračić 57, 5:0 Zlatko Dračić 65, 6:0 Mladen Azinović 77                                                                   |
| Dunfermline Athletic – Örgryte IS 4:2 i 0:0 1 13.10 1964 0:1 Örjan Persson 19, 1:1 John McLaughlin 20, 2:1 John Sinclair 25, 2:2 Agne Simonsson 25, 3:2 John McLaughlin 46, 4:2 John Sinclair 81 2 20.10 1964 |
| Boldklubben 1913 – VfB Stuttgart 1:3 i 0:1 1 08.09 1964 0:1 Rolf Geiger 16, 1:1 Erik Dyrholm 20, 1:2 Dieter Höller 30, 1:3 Dieter Höller 88 2 22.09 1964 0:1 Theodor Hoffmann 56 |
| Hertha BSC – Royal Antwerp FC 2:1 i 0:2 1 03.10 1964 1:0 Lutz Steinert 5, 2:0 Lutz Steinert 27, 2:1 Florent Bohez 57 2 14.10 1964 0:1 Theofiel van de Velde 21, 0:2 Florent Bohez 65 |
| Athletic Bilbao – OFK Beograd 2:2 i 2:0 1 09.09 1964 1:0 Luis Maria Aguirre 52k, 1:1 Josip Skoblar 56k, 2:1 Jose Maria Argoitia 58, 2:2 Stojan Vukasinović 75 2 30.09 1964 1:0 Fidel Uriarte 12, 2:0 Fidel Uriarte 54 |
| Vålerenga Fotball – Everton F.C. 2:5 i 2:4 1 23.09 1964 1:0 Einar Bruno Larsen 26, 1:1 Frederick Pickering 36, 2:1 Leif Eriksen 46, 2:2 Frederick Pickering 71, 2:3 Colin Harvey 77, 2:4 Derek Temple 84, 2:5 Alexander Scott 89 2 14.10 1964 0:1 Alexander Young 15, 1:1 Leif Eriksen 32, 2:1 Egil Olsen 35, 2:2 Alexander Young 61, 2:3 Arne Jacobsen 66s, 2:4 Roy Vernon 86 |
| Eintracht Frankfurt – Kilmarnock F.C. 3:0 i 1:5 1 02.09 1964 1:0 Erwin Stein 53, 2:0 Horst Trimhold 55, 3:0 Dieter Stinka 77 2 22.09 1964 1:0 Wilhelm Huberts 2, 1:1 Ronald Hamilton 13, 1:2 Brian McIllroy 15, 1:3 James McFadzean 52, 1:4 John McInally 82, 1:5 Ronald Hamilton 90                                                                                           |
| Djurgårdens IF – Manchester United 1:1 i 1:6 1 23.09 1964 1:0 Boris Johansson 8, 1:1 David Herd 87 2 14.10 1964 0:1 Denis Law 21, 0:2 Robert Charlton 63, 0:3 Denis Law 68, 0:4 Denis Law 69k, 0:5 Robert Charlton 73, 0:6 George Best 86, 1:6 Hans Karlsson 89 |
| Borussia Dortmund – Girondins Bordeaux 4:1 i 0:2 1 23.09 1964 1:0 Hermann Straschitz 25k, 1:1 Didier Couecou 49, 2:1 Friedhelm Konietzka 80, 3:1 Franz Brungs 85, 4:1 Franz Brungs 88 2 30.09 1964 0:1 Salif Keita 40, 0:2 Roland Guillas 61 |
| Leixões SC – Celtic F.C. 1:1 i 0:3 1 23.09 1964 1:0 Joao Maria Esteves 6, 1:1 Robert Murdoch 32 2 07.10 1964 0:1 Stephen Chalmers 14, 0:2 Stephen Chalmers 83, 0:3 Robert Murdoch 88k |
| FC Barcelona – AC Fiorentina 0:1 i 2:0 1 23.09 1964 0:1 Kurt Hamrin 26 2 07.10 1964 1:0 Juan Roberto Seminario 8, 2:0 Juan Roberto Seminario 60 |
| RC Strasbourg – A.C. Milan 2:0 i 0:1 1 09.09 1964 1:0 Roland Merschel 76, 2:0 Gerard Hausser 87 2 30.09 1964 0:1 Roland Ferrario 9 |
| FC Basel – Spora Luksemburg 2:0 i 0:1 1 09.09 1964 1:0 Dario Crava 14, 2:0 Dario Crava 66 2 08.10 1964 0:1 Joseph Krier 20 |
| Servette FC – Atlético Madryt 2:2 i 1:6 1 30.09 1964 0:1 Adelardo Rodriguez 5, 0:2 Adelardo Rodriguez 37, 1:2 Jean-Claude Schindelholz 62, 2:2 Andre Daina 72 2 07.10 1964 1:0 Jean-Claude Schindelhonz 12, 1:1 Luis Aragones 17, 1:2 Jose Alberto Mendonça 28, 1:3 Ramiro Rodriguez 48, 1:4 Adelardo Rodriguez 61, 1:5 Adelardo Rodriguez 66, 1:6 Jose Alberto Mendonça 81    |
| CF Os Belenenses – Shelbourne FC 1:1 i 0:0, dod. 1:2 1 16.09 1964 1:0 Paulo Lourenço „Palico” 62, 1:1 Eric Barber 80 2 14.10 1964 3 28.10 1964 0:1 Brendan Hannigan 5, 0:2 Michael Conroy 25, 1:2 José Ribeiro Teodoro 35 (mecz w Dublinie) |
| Valencia CF – RFC Liège 1:1 i 1:3 1 23.09 1964 1:0 „Waldo” Machado da Silva 23, 1:1 Henri Depireux 87 2 08.10 1964 0:1 Georget Bertoncello 4, 0:2 Henri Depireux 72, 1:2 Francisco Vidagańy 73, 1:3 Henri Depireux 74 |
| Kjøbenhavns Boldklub – DOS Utrecht 3:4 i 1:2 1 30.09 1964 1:0 Leif Mortensen 13, 1:1 Hans Visser 19, 1:2 Tonnie van der Linden 20, 1:3 Henk Wery 21, 2:3 Bent Poulsen 35k, 2:4 Hans Sleven 43, 3:4 Finn Møller 63 2 14.10 1964 0:1 Henk Wery 34, 1:1 Ole Sørensen 35, 1:2 Henk Wery 87                                                                                         |
| FK Vojvodina – Łokomotiw Płowdiw 1:1 i 1:1, dod. 0:2 1 16.09 1964 1:0 Dżordże Pavlić 71, 1:1 Petar Kolew 52 2 23.09 1964 1:0 Ljubomir Milić 76, 1:1 Kolczew 88 3 07.10 1964 0:1 Georgi Mizin 30, 0:2 Iwan Jenczew 80 (mecz w Sofii) |
| Göztepe SK – Petrolul Ploeszti 0:1 i 1:2 1 09.09 1964 0:1 Mircea Dridea 22 2 23.09 1964 0:1 Mihai Mocanu 5, 0:2 Mircea Dridea 40, 1:2 Nihat Yayöz 62 |
| Real Betis – Stade Français 1:1 i 0:2 1 09.09 1964 1:0 Jose Lopez Hidalgo 46, 1:1 Philippe Pottier 78 2 30.09 1964 0:1 Philippe Pottier 23, 0:2 François Stasiak 77 |
| Union Saint-Gilloise – Juventus F.C. 0:1 i 0:1 1 23.09 1964 0:1 Nestor Combin 35 2 07.10 1964 0:1 Giampaolo Menichelli 18 |

## 1/16 finału
| Wiener SC – Ferencvárosi TC 1:0 i 1:2, dod. 0:2 1 28.10 1964 1:0 Johann Hörmayer 35 2 04.11 1964 1:0 Johann Hörmayer 32, 1:1 Dezsö Novak 33k, 1:2 Zoltán Varga 65 3 18.11 1964 0:1 Florian Albert 59, 0:2 Florian Albert 75 (mecz w Budapeszcie)                                                                       |
| NK Zagreb – AS Roma 1:1 i 0:1 1 28.10 1964 1:0 Dušan Beslać 51, 1:1 Bruno Nicole 52 2 25.11 1964 0:1 Antonio Angelillo 83 |
| Dunfermline Athletic – VfB Stuttgart 1:0 i 0:0 1 12.11 1964 1:0 Thomas Callaghan 70 2 01.12 1964 |
| Athletic Bilbao – Royal Antwerp FC 2:0 i 1:0 1 18.11 1964 1:0 Luis Maria Aguirre 6, Luis Maria Aguirre 47 2 09.12 1964 1:0 Jesus Maria Echevarria 33 |
| Kilmarnock F.C. – Everton F.C. 0:2 i 1:4 1 11.11 1964 0:1 Derek Temple 55, 0:2 John Morrissey 59 2 23.11 1964 1:0 Brian McIlroy 6, 1:1 Colin Harvey 24, 1:2 Frederick Pickering 34, 1:3 Alexander Young 64, 1:4 Frederick Pickering 70                                                                                 |
| Borussia Dortmund – Manchester United 1:6 i 0:4 1 11.11 1964 0:1 David Herd 12, 0:2 Robert Charlton 29, 0:3 George Best 49, 1:3 Dieter Kurrat 51k, 1:4 Denis Law 76, 1:5 Robert Charlton 78, 1:6 Robert Charlton 85 2 02.12 1964 0:1 Robert Charlton 1, 0:2 Robert Charlton 18, 0:3 Denis Law 61, 0:4 John Connelly 80 |
| FC Barcelona – Celtic F.C. 3:1 i 0:0 1 18.11 1964 1:0 José Antonio Zaldúa 10, 2:0 Juan Roberto Seminario 21, 2:1 John Hughes 55, 3:1 Joaquin Rife 82 2 02.12 1964 |
| FC Basel – RC Strasbourg 0:1 i 2:5 1 03.11 1964 0:1 Gerard Hausser 51 2 11.11 1964 0:1 Jose Farias 13, 0:2 Sbaiz 21, 0:3 Gerard Hausser 28, 1:3 Roberto Frigerio 34k, 2:3 Heinz Blumer 42, 2:4 Gerard Hausser 52, 2:5 Robert Szczepaniak 83                                                                            |
| Shelbourne FC – Atlético Madryt 0:1 i 0:1 1 25.11 1964 0:1 José Enrique Cardona 71 2 02.12 1964 0:1 Adelardo Rodríguez 85 |
| DOS Utrecht – RFC Liège 0:2 i 0:2 1 19.11 1964 0:1 Georget Bertoncello 31, 0:2 Victor Wegria 73 2 09.12 1964 0:1 Georget Bertoncello 38, 0:2 Gerard Sulon 67 |
| Petrolul Ploeszti – Łokomotiw Płowdiw 1:0 i 0:2 1 11.11 1964 1:0 Mircea Dridea 66k 2 02.12 1964 0:1 Iwan Manołow 33k, 0:2 Petyr Kolew 85 |
| Stade Français – Juventus F.C. 0:0 i 0:1 1 28.10 1964 2 02.12 1964 0:1 Dino da Costa 49 |

## 1/8 finału
| AS Roma – Ferencvárosi TC 1:2 i 0:1 1 10.03 1965 0:1 Laszlo Ratkai 37, 0:2 Mate Fenyvesi 79, 1:2 Giancarlo de Sisti 81 2 16.03 1965 0:1 Florian Albert 42 |
| Athletic Bilbao – Dunfermline Athletic 1:0 i 0:1, dod. 2:1 1 27.01 1965 1:0 Fernando Trio „Yosu” 87 2 03.03 1965 0:1 Alexander Smith 19 3 16.03 1965 1:0 Luis Maria Aguirre 32k, 1:1 Alexander Smith 50, 2:1 Fidel Uriarte 85 (mecz w Bilbao)                                  |
| RC Strasbourg – FC Barcelona 0:0 i 2:2, dod. 0:0 (dog) 1 20.01 1965 2 10.02 1965 1:0 Gerard Hausser 15, 1:1 Julio Cesar Benitez 57, 1:1 Jose Farias 67, 2:2 Juan Roberto Seminario 89 3 19.03 1965 awans RC Strasbourg po losowaniu (rzut monetą)                              |
| Manchester United – Everton F.C. 1:1 i 2:1 1 20.01 1965 0:1 Frederick Pickering 14, 1:1 John Connelly 33 2 09.02 1965 1:0 John Connelly 6, 1:1 Frederick Pickering 55, 2:1 David Herd 69                                                                                       |
| RFC Liège – Atlético Madryt 1:0 i 0:2 1 13.01 1965 1:0 Georget Bertoncello 85 2 03.03 1965 0:1 Luis Aragones 42k, 0:2 Jose Armando Ufarte 47 |
| Juventus F.C. – Łokomotiw Płowdiw 1:1 i 1:1, dod. 2:1 (dog) 1 11.02 1965 1:0 Giampaolo Menichelli 36, 1:1 Dimitar Muletarow 61 2 10.03 1965 0:1 Iwan Manołow 4, 1:1 Bruno Mazzia 44 3 14.04 1965 0:1 Iwan Kanczew 17, 1:1 Omar Sivori 23, 2:1 Omar Sivori 101 (mecz w Turynie) |

## 1/4 finału
| Ferencvárosi TC – Athletic Bilbao 1:0 i 1:2, dod. 3:0 1 07.04 1965 1:0 Istvan Juhasz 25 2 21.04 1965 1:0 Zoltan Varga 14, 1:1 Ignacio Arieta-Araunabeńa „Arieta I” 44, 1:2 Ignacio Arieta-Araunabeńa „Arieta I” 75 3 13.05 1965 1:0 Luis Maria Echeberria 19s, 2:0 Mate Fenyvesi 44, 3:0 Mate Fenyvesi 63 (mecz w Budapeszcie) |
| RC Strasbourg – Manchester United 0:5 i 0:0 1 12.05 1965 0:1 John Connelly 19, 0:2 David Herd 40, 0:3 Denis Law 61, 0:4 Robert Charlton 73, 0:5 Denis Law 88 2 19.05 1965 |
| Wolny los: Atlético Madryt, Juventus F.C. |

## 1/2 finału
| Manchester United – Ferencvárosi TC 3:2 i 0:1, dod. 1:2 1 31.05 1965 0:1 Dezsö Novak 23, 1:1 Denis Law 34k, 2:1 David Herd 61, 3:1 David Herd 69, 3:2 Gyula Rakosi 76 2 05.06 1965 0:1 Dezsö Novak 44k 3 16.06 1965 0:1 Janos Karaba 44, 0:2 Mate Fenyvesi 54, 1:2 John Connelly 86 (mecz w Budapeszcie) |
| Atlético Madryt – Juventus F.C. 3:1 i 1:3, dod. 1:3 1 19.05 1965 0:1 Nestor Combin 43, 1:1 Luis Aragones 47k, 2:1 Luis Aragones 52, 3:1 Luis Aragones 62 2 26.05 1965 0:1 Giampaolo Menichelli 50, 0:2 Nestor Combin 54, 0:3 Giancarlo Bercellino 58, 1:3 Luis Aragones 83 3 03.06 1965 1:0 Jorge Alberto Mendonça 13, 1:1 Gino Stachini 34, 1:2 Isacio Calleja 75s, 1:3 Sandro Salvadore 81 (mecz w Turynie) |

## Finał
| 23 czerwca 1965 Turyn Stadio Comunale (25 000) Ferencvárosi TC – Juventus F.C. 1:0 (0:0) Sędzia: Gottfried Dienst (Szwajcaria) Bramki: 1:0 Mate Fenyvesi 74 Ferencvárosi Torna Club (trener József Meszaros): Istvan Geczi – Dezsö Novak (kapitan), Laszlo Horvath, Istvan Juhasz, Sandor Matrai, Pal Orosz, Janos Karaba, Zoltan Varga, Florian Albert, Gyula Rakosi, Mate Fenyvesi Juventus F.C. (trener Heriberto Herrera): Roberto Anzolin – Adolfo Gori, Ernesto Castano (kapitan), Benito Sarte, Giancarlo Bercellino, Gianfranco Leoncini, Gino Stacchini, Luis del Sol, Nestor Combin, Bruno Mazzia, Giampaolo Menichelli |